# Sextus Pompeius Collega
Sextus Pompeius Collega war ein römischer Politiker zur Zeit der Dynastie der Flavier. 
Er war ein Sohn des Gnaeus Pompeius Collega, der unter Kaiser Vespasian im Jahr 71 Suffektkonsul und Statthalter der Provinz Cappadocia-Galatia gewesen ist. Pompeius wurde im Jahr 93 zusammen mit Quintus Peducaeus Priscinus ordentlicher Konsul.
Als Konsular nahm er in einer dreitägigen Senatssitzung im Jahr 100 unter dem Vorsitz des Kaisers Trajan teil, in welcher die Anklage gegen Marius Priscus, den Prokonsul der Provinz Africa, wegen dessen korrupter Amtsführung verhandelt wurde. Marius Priscus hatte sich bestechen lassen, Unschuldige anklagen zu lassen und dann die Verurteilten der Hinrichtung zuzuführen. Mit ihm angeklagt war Flavius Martinus, der den Prokonsul bestochen und die Todesurteile vollstreckt hatte. In der Senatssitzung gab es zwei Anträge: einmal den des Cornutus Pertullus, der beantragte, die Bestechungssumme für das Aerarium einzuziehen und zusätzlich die Verbannung der Angeklagten zu beschließen; zum anderen den Antrag des Pompeius Collega, der für eine mildere Strafe plädierte. Nach Pompeius sollte Marius Priscus nur das Bestechungsgeld an die Staatskasse abführen, während Martinus für nur fünf Jahre verbannt werden sollte. Pompeius Collegas Antrag wurde jedoch vom Senat abgelehnt.